# Тужа (Заверцянський повіт)
Тужа (пол. Turza) — село в Польщі, у гміні Лази Заверцянського повіту Сілезького воєводства.
Населення — 303 особи (2011).
У 1975-1998 роках село належало до Катовицького воєводства.

## Демографія
Демографічна структура станом на 31 березня 2011 року:
|          | Загалом | Допрацездатний вік | Працездатний вік | Постпрацездатний вік |
| -------- | ------- | ------------------ | ---------------- | -------------------- |
| Чоловіки | 146     | 18                 | 114              | 14                   |
| Жінки    | 157     | 20                 | 96               | 41                   |
| Разом    | 303     | 38                 | 210              | 55                   |